# 紹爾黨
紹爾黨（羅馬尼亞語：Partidul „ȘOR”）是摩爾多瓦的政黨，其意識形態為親俄、社会保守主义與歐洲懷疑主義，並支持全民醫保、免費教育、恢復集體農場、將外資能源公司國有化、恢復死刑與摩爾多瓦軍事中立等。此外該黨亦支持摩爾多瓦遷都奧爾海伊。2023年6月19日，該黨被摩爾多瓦憲法法院查禁。

## 歷史
該黨於1998年由該國政治人物瓦萊里·克里門科創立，當時名稱為社會政治運動「平等」（羅馬尼亞語：Mișcarea social-politică „Ravnopravie”），2016年改為現名。
2015年，伊兰·绍尔（當時因涉銀行詐騙案而被軟禁在家）獲此政黨提名參選奧爾海伊市長並當選，成為該黨的核心人物，並於翌年10月當選為黨主席，將黨更名為紹爾黨。2017年紹爾被判處7年半的有期徒刑，後潛逃出境。
2018年12月，該黨加入歐洲保守派和改革主義者黨；同月在奧爾海伊設立集體農場，將其稱為「夢想中的公社」。2019年摩爾多瓦議會選舉中該黨獲8.32%選票，共當選7席議員，為該黨首度進入國會。2019年5月9日該黨在摩爾多瓦首都基希讷乌舉辦勝利日遊行。
2022年9月，該黨主導發起示威，要求該國親西方的政府下台；同年11月，摩爾多瓦憲法法院在政府請求下調查該國政黨接受外國（俄羅斯）資助而侵害本國主權的行為，2023年4月法院將該黨主席紹爾（當時居住於以色列）的刑期加倍至15年，5月副主席瑪麗娜·陶柏爾在試圖出境時被逮捕，該黨在同年加告茲自治領土單位的地方選舉也被指賄選而遭調查。2023年6月19日，摩爾多瓦憲法法院宣布查禁該黨，該黨則宣布會繼續政治活動，並會參加下屆選舉。